# Obelisco do Acre
O Obelisco do Acre é um monumento localizado no município de Rio Branco, capital do estado brasileiro do Acre. Está situado na praça General Dutra, em frente ao Palácio Rio Branco.

## História
O obelisco foi construído em 1937 em  em homenagem aos heróis da Revolução Acreana.